# Міністерство юстиції Франції
Міністерство юстиції (фр. Ministère de la Justice) — міністерський департамент уряду Франції, також відомий французькою як la Chancellerie. Його очолює міністр юстиції, також відомий як Хранитель печаток, член Ради міністрів. Штаб-квартира міністерства знаходиться на Вандомській площі в Парижі.

## Організація
- Міністр юстиції: з липня 2020 року міністром юстиції є Ерік Дюпон-Моретті[6].
- Директорат судових послуг ( Direction des Services Judiciaires (відомий як DSJ) відповідає за цивільні суди. DSJ бере участь у розробці текстів і надає свій висновок щодо законів, що розробляються, і нормативних актів, які стосуються судів[7].
- Управління цивільних справ і печаток (Direction des Affaires civiles et du Sceau (DACS)[8]
- Управління з кримінальних справ і помилування (Direction des affaires criminelles et des grâces) (DACG) сприяє розробці текстів кримінального правосуддя, які встановлюють правила провадження, винесення судових рішень і виконання рішень, і здійснює нагляд за їх застосуванням[9]
- Управління пенітенціарної служби aka Французька пенітенціарна служба [10] (Direction de l'administration pénitentiaire (DAP, «Управління пенітенціарної служби») забезпечує виконання судових рішень щодо осіб, щодо яких застосовано судовий захід у вигляді обмеження або позбавлення волі[11]
- Управління захисту молоді в суді (Direction de la protection judiciaire de la jeunesse (DPJJ) відповідає, в межах компетенції Міністерства юстиції, за всі питання, що стосуються ювенальної юстиції[12]
- Генеральна інспекція судових служб (Inspection Générale des Services Judiciaires (IGSJ) відповідає за інспектування департаментів міністерства та судів (за винятком Касаційного суду)[13][14]
- Генеральний секретаріат (Secrétariat Général) допомагає міністру в управлінні міністерством і забезпечує підтримку відділів міністерства[14][15]